# Tasman Series 1970
Tasman Series 1970 var ett race som vanns av Graeme Lawrence.

## Delsegrare
| Datum       | Bana             | Vinnare         |
| ----------- | ---------------- | --------------- |
| 3 januari   | Levin            | Graeme Lawrence |
| 10 januari  | Pukekohe         | Frank Matich    |
| 17 januari  | Wigram           | Frank Matich    |
| 24 januari  | Teretonga        | Graham McRae    |
| 8 februari  | Surfers Paradise | Graham McRae    |
| 15 februari | Warwick Farm     | Kevin Bartlett  |
| 22 februari | Sandown          | Niel Allen      |

## Slutställning
| Plats | Förare          | Poäng |
| ----- | --------------- | ----- |
| 1     | Graeme Lawrence | 30    |
| 2     | Frank Matich    | 25    |
| 3     | Kevin Bartlett  | 19    |
| 4     | Max Stewart     | 19    |
| 5     | Graham McRae    | 18    |
| 6     | Ron Grable      | 17    |